# Bolyphantes lagodekhensis
Bolyphantes lagodekhensis is een spinnensoort in de taxonomische indeling van de hangmatspinnen (Linyphiidae).
Het dier behoort tot het geslacht Bolyphantes . De wetenschappelijke naam van de soort werd voor het eerst geldig gepubliceerd in 1990 door Andrei V. Tanasevitch.